# Wiesław Rozłucki

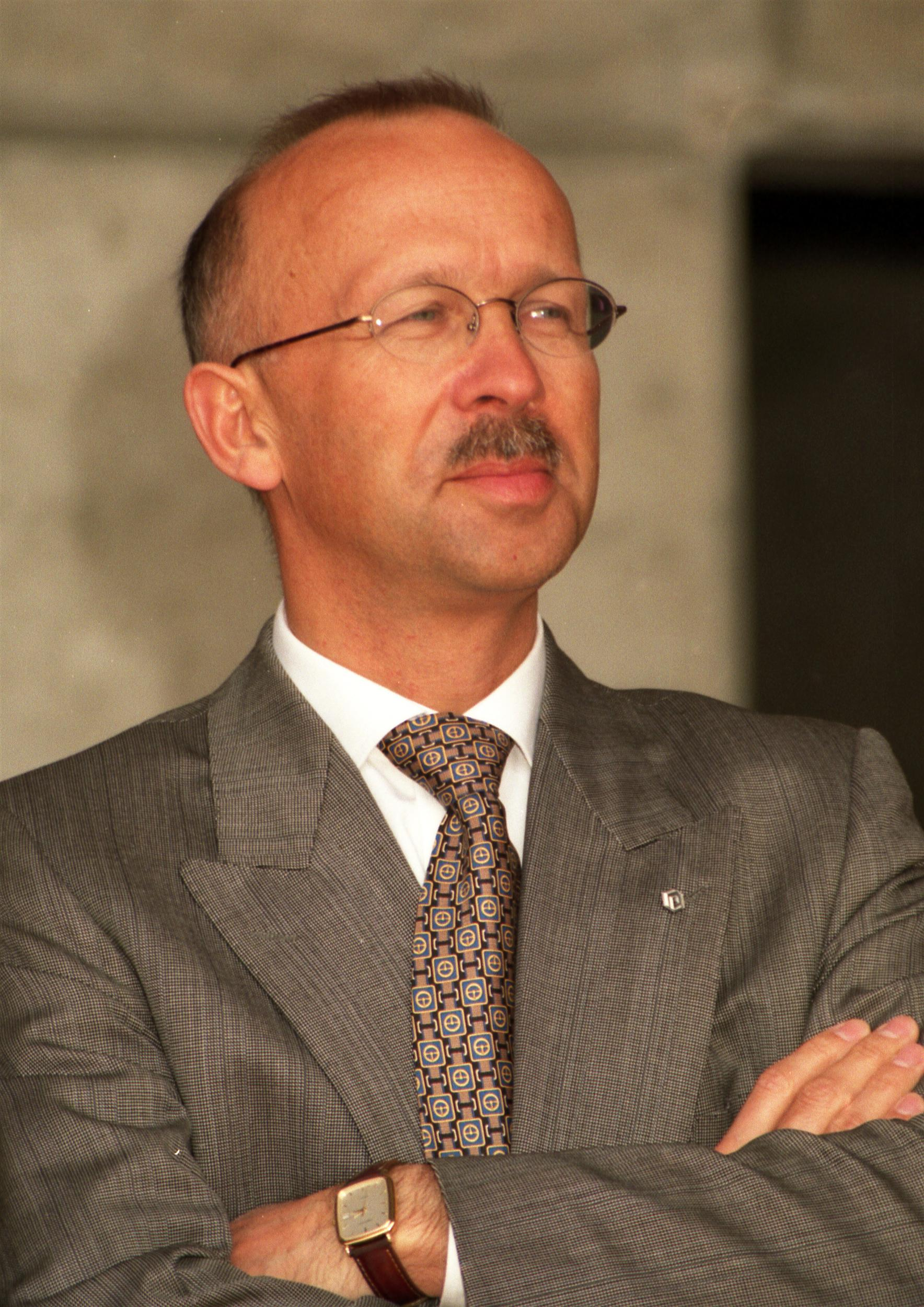
Wiesław Rozłucki, 1999

Wiesław Jan Rozłucki (* 9. Dezember 1947 in Gliwice) ist ein polnischer Volkswirt. Er gehört zu den Gründern der Warschauer Wertpapierbörse und leitete das Institut von 1991 bis 2006.

## Leben
Im Jahr 1970 schloss Rozłucki sein Außenhandelsstudium an der Szkoła Główna Planowania i Statystyki in Warschau ab. Er promovierte in Wirtschaftsgeographie. Ab 1973 war er Assistent und Adjunkt an der Polska Akademia Nauk. Von 1979 bis 1980 war er Stipendiat des British Council an der London School of Economics. 1989 und 1990 arbeitete er als Berater im Finanzministerium, anschließend als Abteilungsleiter (Entwicklung des Kapitalmarktes) im Privatisierungsministerium. In Folge war er bei weiteren öffentlichen Institutionen angestellt.
Ab 1991 war er als Vorstandsvorsitzender der Warschauer Börse, die er mitbegründet hatte, tätig. Er übte diese Funktion bis zum Jahre 2006 aus. Daneben bzw. seitdem hielt oder hält Rozłucki Aufsichtsratsmandate bei Unternehmen wie der Telekomunikacja Polska, MCI Management, TVN oder der Bank BPH (Aufsichtsratsvorsitzender). Er engagiert sich im Bereich  Corporate Governance in Polen.
Rozłucki wurde mit verschiedenen Auszeichnungen geehrt, so mit dem Orden Polonia Restituta, dem Ordre national du Mérite und der Aufnahme in die Galeria Chwały Polskiej Ekonomii.